# Charli (album)
Charli is het derde studioalbum van Engelse singer-songwriter Charli XCX uitgebracht op 13 september 2019 door Asylum Records en Atlantic Records. Naar het voorbeeld van haar vorige mixtape Pop 2 bevat ook dit album een aanzienlijk aantal samenwerkingen met andere artiesten. Ter promotie van het album ging Charli XCX op tournee, de Charli Live Tour. In dat kader was zij in Nederland te zien op 25 november 2019 in Paradiso te Amsterdam en de dag erna in België in AB te Brussel.

## Achtergrond

### Verandering van richting
Na de succesvolle release van Charli XCX' tweede studioalbum Sucker in 2015 koos de artieste ervoor om muzikaal een andere weg in te slaan. Haar ontmoeting met SOPHIE, een van de invloedrijkste muzikanten op het gebied van de zogeheten hyperpop, speelde een significante rol in deze omslag en dit resulteerde uiteindelijk in een samenwerking tussen de twee in de vorm van de ep Vroom Vroom uit 2016.
Charli XCX bracht vervolgens naar buiten dat haar derde studioalbum tevens samenwerkingen met SOPHIE en A. G. Cook, hoofd van PC Music en haar creatief directeur, zou bevatten. Verder werd een releasedatum in 2017 voor het album bekendgemaakt en kondigde Charli XCX het aan als een 'feestalbum', zoals blijkt uit de single After the Afterparty, die op het album zou verschijnen. Uiteindelijk bracht ze in maart 2017 – voor de uitgave van haar derde album – uit verveling een mixtape uit onder de naam Number 1 Angel en zette de datum voor de albumrelease op september 2017.

### Uitlekken
Het tij keerde echter toen in augustus 2017 nummers van Charli XCX uitlekte; een hacker had toegang verkregen tot haar Google Drive en bracht verscheidene demo's naar buiten, welke later door fans onder de noemer XCX World werden gebracht. De artieste besloot hierdoor haar gehele derde album te schrappen. Wel bracht ze later dat jaar een tweede mixtape uit genaamd Pop 2.
Na de release van Pop 2 uitte Charli XCX haar gevoelens over een nieuw album maken en twijfelde of ze dat nog wel wilde. Ze had dan ook een plan om van haar twee mixtapes uit 2017 een trilogie te maken, maar in plaats van een derde mixtape ontstond Charli XCX' derde zelfbenoemde studioalbum.

## Tracklist
Credits zijn afkomstig van Spotify.
Charli (2019)
| Nr.                  | Titel                                                               | Schrijver(s) | Producent(en)            | Duur |
| -------------------- | ------------------------------------------------------------------- | --- | ------------------------ | ---- |
| 1.                   | Next Level Charli                                                   | Charlotte Aitchison, Alexander Guy Cook | Cook                     | 2:38 |
| 2.                   | Gone (met Christine and the Queens)                                 | Aitchison, Cook, Noonie Bao, Héloïse Letissier, Linus Wiklund, Nicolas Petitfrère                                                                           | Cook, Lotus IV, Ö        | 4:06 |
| 3.                   | Cross You Out (met Sky Ferreira)                                    | Aitchison, Cook, Bao, Wiklund, Sky Ferreira | Cook, Lotus IV           | 3:28 |
| 4.                   | 1999 (met Troye Sivan)                                              | Aitchison, Bao, Brett McLaughlin, Oscar Holter, Troye Sivan                                                                                                 | Holter                   | 3:09 |
| 5.                   | Click (met Kim Petras en Tommy Cash)                                | Aitchison, Cook, Kim Petras, Dylan Brady, Jaan Umru Rothenburg, Theron Thomas, Tommy Cash                                                                   | Cook, Brady, Umru, Ö     | 3:53 |
| 6.                   | Warm (met HAIM)                                                     | Aitchison, Cook, Alana Haim, Danielle Haim, Este Haim | Cook                     | 3:45 |
| 7.                   | Thoughts                                                            | Aitchison, Cook | Cook                     | 3:11 |
| 8.                   | Blame It on Your Love (met Lizzo)                                   | Aitchison, Bao, Sasha Sloan, Finn Keane, Lizzo, Stargate | Stargate                 | 3:12 |
| 9.                   | White Mercedes                                                      | Aitchison, Ali Tamposi, Andrew Wotman, Nathan Perez | Andrew Watt, Happy Perez | 3:23 |
| 10.                  | Silver Cross                                                        | Aitchison, Cook | Cook                     | 3:28 |
| 11.                  | I Don't Wanna Know                                                  | Aitchison, Cook | Cook                     | 3:05 |
| 12.                  | Official                                                            | Aitchison, Cook, Bao, Keane, Patrik Berger | Cook, Keane, Berger      | 3:05 |
| 13.                  | Shake It (met Big Freedia, CupcakKe, Brooke Candy en Pabllo Vittar) | Aitchison, Cook, Arthur Marques, Elizabeth Harris, Freddie Ross Jr., Maffalda, Petitfrère, Pabllo Vittar, Pablo Bispo, Rodrigo Gorky, Suzannah Powell, Zebu | Cook, Nömak              | 4:35 |
| 14.                  | February 2017 (met Clairo en Yaeji)                                 | Aitchison, Cook, Alexandre Teiller, Caroline Beatrix, Caroline Maurin, Charles Teiller, Claire Cottrill, Katherine Yaeji Lee                                | Cook, Planet 1999        | 2:33 |
| 15.                  | 2099 (met Troye Sivan)                                              | Aitchison, Cook, Petitfrère, Sivan | Cook, Ö                  | 3:25 |
| Totale lengte: 50:57 |                                                                     | |                          |      |

Opmerkingen
- Een remix van Blame It on Your Love genaamd Track 10 verscheen eerder op Charli XCX' mixtape Pop 2. Alhoewel Track 10 dus twee jaar eerder is uitgebracht, wordt Blame It on Your Love als het originele lied gezien.

## Charli Live Tour

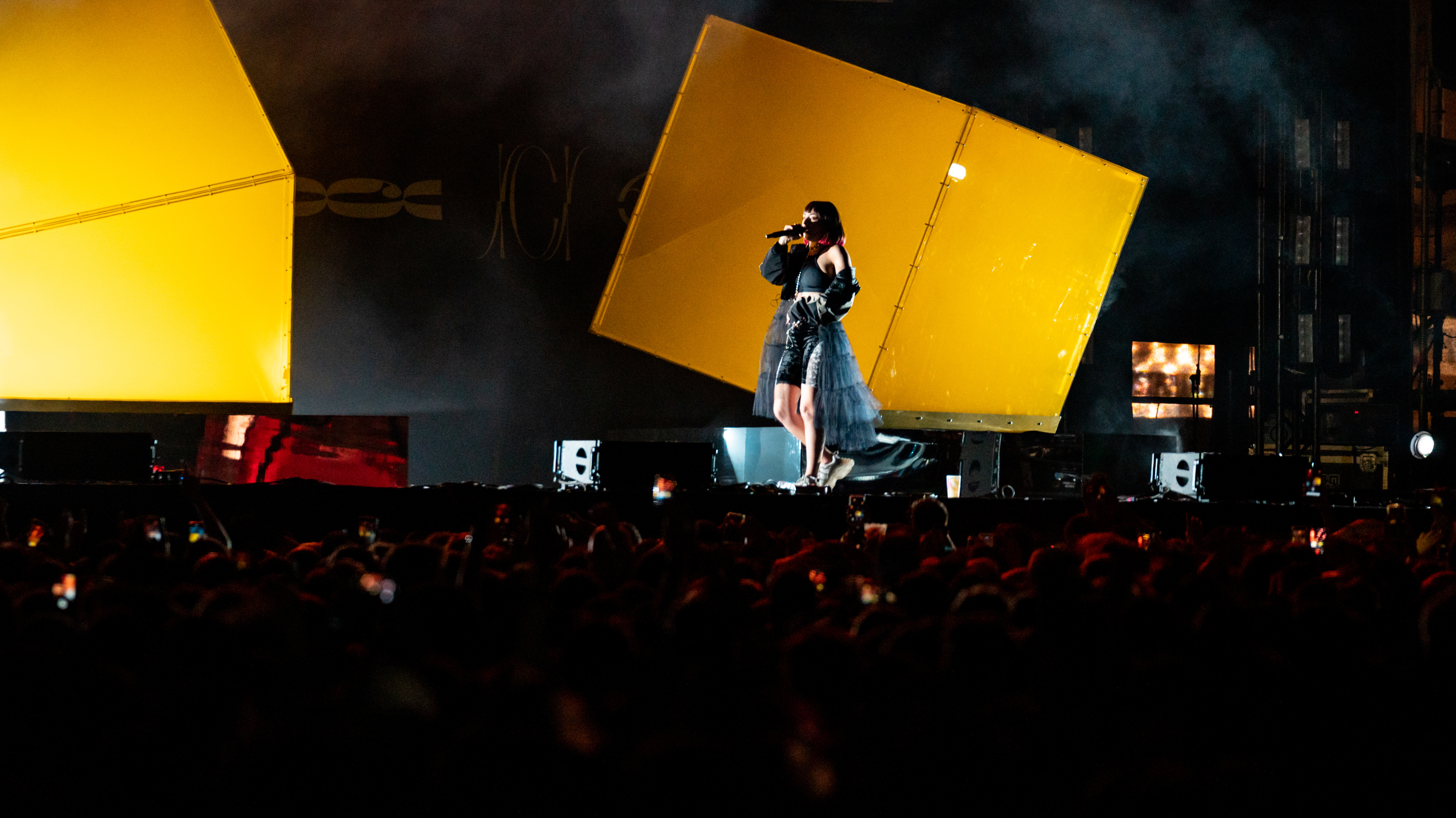
Charli XCX tijdens een optreden in mei 2019

Tegelijkertijd met de aankondiging van het album op 13 juni 2019 maakte Charli XCX ook de Charli Live World Tour bekend die door Noord-Amerika en Europa reisde. In de voorprogramma's stonden o.a. Allie X, Tommy Genesis, Dorian Electra en Brooke Candy en Rina Sawayama.
| Datum             | Plaats          | Land                | Gebouw               |
| Noord-Amerika     | Noord-Amerika   | Noord-Amerika       | Noord-Amerika        |
| ----------------- | --------------- | ------------------- | -------------------- |
| 20 september 2019 | Atlanta         | Verenigde Staten    | Buckhead Theatre     |
| 21 september 2019 | Nashville       | Verenigde Staten    | Marathon Music Works |
| 23 september 2019 | Houston         | Verenigde Staten    | White Oak Music Hall |
| 24 september 2019 | Austin          | Verenigde Staten    | Emo's                |
| 25 september 2019 | Dallas          | Verenigde Staten    | House of Blues       |
| 27 september 2019 | Phoenix         | Verenigde Staten    | The Marquee          |
| 28 september 2019 | San Diego       | Verenigde Staten    | House of Blues       |
| 1 oktober 2019    | Los Angeles     | Verenigde Staten    | The Wiltern          |
| 2 oktober 2019    | Oakland         | Verenigde Staten    | Fox Theatre          |
| 4 oktober 2019    | Seattle         | Verenigde Staten    | Showbox Market       |
| 5 oktober 2019    | Vancouver       | Canada              | Commodore            |
| 6 oktober 2019    | Portland        | Verenigde Staten    | Roseland Ballroom    |
| 8 oktober 2019    | Salt Lake City  | Verenigde Staten    | Union                |
| 9 oktober 2019    | Denver          | Verenigde Staten    | Ogden Theatre        |
| 11 oktober 2019   | Minneapolis     | Verenigde Staten    | First Avenue         |
| 14 oktober 2019   | Toronto         | Canada              | Rebel                |
| 15 oktober 2019   | Montreal        | Canada              | Corona Theatre       |
| 17 oktober 2019   | Boston          | Verenigde Staten    | House of Blues       |
| 18 oktober 2019   | Washington D.C. | Verenigde Staten    | 9:30 Club            |
| 19 oktober 2019   | Philadelphia    | Verenigde Staten    | Union Transfer       |
| 22 oktober 2019   | New York        | Verenigde Staten    | Terminal 5           |
| Europa            |                 |                     |                      |
| 27 oktober 2019   | Glasgow         | Verenigd Koninkrijk | SWG3 Galvanisers     |
| 28 oktober 2019   | Birmingham      | Verenigd Koninkrijk | O2 Institute         |
| 30 oktober 2019   | Manchester      | Verenigd Koninkrijk | Albert Hall          |
| 31 oktober 2019   | Londen          | Verenigd Koninkrijk | O2 Brixton Academy   |
| 4 november 2019   | Stockholm       | Zweden              | Berns                |
| 5 november 2019   | Oslo            | Noorwegen           | Sentrum Scene        |
| 7 november 2019   | Kopenhagen      | Denemarken          | Vega                 |
| 9 november 2019   | Berlijn         | Duitsland           | Astra Kulturhaus     |
| 10 november 2019  | Hamburg         | Duitsland           | Docks                |
| 12 november 2019  | Warschau        | Polen               | Stodola              |
| 14 november 2019  | Praag           | Tsjechië            | Roxy                 |
| 15 november 2019  | Keulen          | Duitsland           | Live Music Hall      |
| 17 november 2019  | Lyon            | Frankrijk           | Transbordeur         |
| 18 november 2019  | Milaan          | Italië              | Fabrique             |
| 20 november 2019  | Madrid          | Spanje              | Sala La Riviera      |
| 22 november 2019  | Barcelona       | Spanje              | Razzmatazz Room 2    |
| 24 november 2019  | Luxemburg       | Luxemburg           | Den Atelier          |
| 25 november 2019  | Amsterdam       | Nederland           | Paradiso             |
| 26 november 2019  | Brussel         | België              | AB Main Hall         |
| 28 november 2019  | Moskou          | Rusland             | Izvestia Hall        |